# Dehaasia subcaesia
Dehaasia subcaesia är en lagerväxtart som först beskrevs av Friedrich Anton Wilhelm Miquel, och fick sitt nu gällande namn av André Joseph Guillaume Henri Kostermans. Dehaasia subcaesia ingår i släktet Dehaasia och familjen lagerväxter. Inga underarter finns listade i Catalogue of Life.